# Hidrogenerator
Hidrogenerator je električni generator, redovito trofazni sinkroni, tjeran vodnom turbinom. Sinkrona brzina vrtnje određena je vrstom vodne turbine i ovisi o hidrauličnim prilikama (o količini vode i visini pada). Kod malih padova i velikih snaga često je potrebno, zbog svojstava turbine, graditi hidrogeneratore za male brzine vrtnje, s velikim brojem magnetskih polova. Osovina (vratilo) hidrogeneratora obično je okomita, a vrlo rijetko vodoravna. U takozvanoj cijevnoj izvedbi (za male padove vode) generator i turbina čine cjelinu, jer je generator ugrađen u posebno kućište (takozvano kruška) ispred turbine, koje je u vodoravnom položaju potopljeno u vodotok. Rotor hidrogeneratora uvijek se izvodi s istaknutim magnetskim polovima. Zbog velikih mjera i mase, hidrogeneratori se u tvornicama grade od više dijelova, koji se nakon prijevoza na mjesto ugradnje spajaju i ispituju prije puštanja u pogon. Hlade se zrakom u zatvorenom krugu s vodnim hladnjacima, a postoje i izvedbe s izravnim hlađenjem namota vodom. Velike brzine pobjega vodnih turbina zahtijevaju visok stupanj sigurnosti mehaničke konstrukcije rotora i provjeru mehaničke ispravnosti pokusom vitlanja.
Hidrogeneratori proizvedeni u poduzeću Končar-Elektroindustrija d. d. rade širom svijeta, na svih pet kontinenata, a veličinom i posebnošću konstrukcije ističu se oni za HE Đerdap (snaga hidrogeneratora 190 MVA = 190 MW), HE Zakučac i HE Shiroro u Nigeriji (176 MVA). U svijetu su već u pogonu hidrogeneratori snage do 800 MVA.

## Sinkroni generatori
Sinkrone strojeve koji se koriste u elektranama za proizvodnju električne energije zovemo (sinkronim) generatorima. Dijele se u dvije kategorije: turbogeneratore i hidrogeneratore. Turbogeneratori najčešće imaju dva ili četiri pola, što znači da se vrte s 3 000 ili 1 500 okretaja u minuti. Kao pogonski stroj koriste parnu turbinu, pa se stoga nalaze u termo i nuklearnim elektranama. Hidrogeneratori imaju znatno više polova, a brzine vrtnje im mogu biti i manje od 70 okretaja u minuti, pa su stoga pogodniji za upotrebu u hidroelektranama. Zbog velike razlike u nazivnoj brzini, turbo i hidrogeneratori su vrlo različiti i izgledom. Promjer rotora turbogeneratora je ograničen mehaničkom čvrstoćom svojih konstrukcijskih dijelova, i ne može biti mnogo veći od jednog metra. Hidrogeneratori zbog sporije brzine imaju mnogo veći promjer, i do dvadesetak metara, ali i kod njih je upravo obodna brzina vrtnje ograničavajući čimbenik. Često se hidrogeneratori izvode s okomitom osovinom, gdje je turbina ispod generatora, a turbogeneratori su u pravilu pored parne turbine, na vodoravnoj osovini.

#### Višefazni generator
Potpuno novu konstrukciju električnih generatora izmjenične struje stvorio je Nikola Tesla 1885. kad je otkrio višefazne struje, odnosno višefazne sisteme. Ti višefazni sistemi mogu biti dvofazni, trofazni, četverofazni i tako dalje, ali se praktički gotovo isključivo upotrebljava trofazni sistem. Naime, električni generator može biti tako građen da proizvodi u isti mah više izmjeničnih struja. U tom slučaju njegov stator ima više potpuno odijeljenih namotaja koji se sastoje od skupine u seriju vezanih namota. Jedna takva skupina zove se fazni namotaj ili faza. 
Dosada opisani generator izmjenične struje ima samo jedan namotaj s jednim početkom i jednim svršetkom, pa se zato zove jednofazni generator. Dvofazni generator ima dva posebna namotaja, međusobno pomaknuta za jednu polovinu polnog razmaka. Kod vrtnje polova takvog generatora u svakom se od tih namotaja inducira izmjenična struja, pa nastaju dvije odijeljene izmjenične struje koje su za 90° ili 1/4 perioda pomaknute jedna prema drugoj. Takva se struja zove dvofazna struja. Namotaj dvofaznog generatora ima dva početka i dva završetka, a prema tome četiri stezaljke, koje su označene s U - X (prva faza) i V - Y (druga faza). 
Kod trofaznog generatora statorski namotaj ima tri potpuno neovisna namotaja ili tri faze koje su tako postavljene da međusobno čine kut od 120°. Svaki namotaj ima svoj strujni krug u kojem se nalaze trošila. Kad se rotor vrti, inducirat će se u svakom namotaju izmjenični napon, te će kroz trošila teći izmjenična struja. No te inducirane izmjenične struje neće biti istovremene, to jest one neće u isto vrijeme postići svoju maksimalnu, minimalnu ni nultu vrijednost. Između njih će postojati fazna razlika od 120°, to jest 1/3 perioda. Namotaj trofaznog generatora ima tri početka i tri završetka, a prema tome šest stezaljki, koje su označene s U - X (prva faza), V - Y (druga faza) i W - Z (treća faza). Osim faznih vodiča R, S, T u trofaznom sustavu postoji i nul vodič u kojem uopće ne teče struja. U svakom je trenutku zbroj struja u faznim vodičima jednak nuli, ali to vrijedi samo onda ako je opterećenje simetrično, to jest kada je ono jednako u sve tri faze. Dakle, kod simetričnog opterećenja nul vodič uopće nije potreban jer kroz njega struja ne teče. Prema tome, za prijenos trofazne struje ne treba šest nego samo tri električna voda kod jednolikog opterećenja svih faza, odnosno četiri voda ako faze nisu jednako opterećene. 
Kod trofaznog generatora moramo razlikovati fazni i linijski električni napon. Fazni napon Uf je napon između faznog vodiča i nul vodiča. Linijski napon U je napon između pojedinih faznih vodiča. Linijski napon nije jednak dvostrukom faznom naponu jer trenutni naponi u namotajima pojedinih faza nisu jednaki, pa se linijski napon izračunava iz izraza:
{\displaystyle U={\sqrt {3}}\cdot U_{f}=1,73\cdot U_{f}}
Kad se kod trofaznog sistema govori o naponu, uvijek se pri tom misli na linijski napon. Ako se kod generatora u svakoj fazi inducira elektromotorna sila od 220 V, onda je fazni napon 220 V, a linijski napon 380 V. Električna trošila mogu se priključiti na fazni ili linijski napon. Manja trošila, na primjer žarulje, priključuju se obično na fazni napon. U tom slučaju treba nul vodič. Na linijski napon priključuju se elektromotori i toplinski aparati. 
Teslin pronalazak višefaznih struja bio je jedan od najvažnijih izuma u elektrotehnici. Već nam je naime poznato da izmjeničnu struju velike jakosti, a niskog napona, možemo pomoću transformatora pretvoriti u struju male jakosti, a visokog napona. Takva se struja šalje na velike udaljenosti bez mnogo gubitaka. Međutim, kad je Tesla došao u Ameriku, gradili su se samo generatori istosmjerne struje, niskog napona, koja se nije mogla transformirati, a prema tome ni voditi na velike daljine. Osim toga je napon istosmjerne struje kod vođenja do potrošača pao zbog električnog otpora dovodnih električnih vodova. Zato je trebalo graditi mnogo električnih centrala i to za svako mjesto, a zavelik grad i nekoliko njih. Takav prijenos električne energije bio je vrlo neekonomičan. Problem je riješen izmjeničnim strujama, a Tesla ga je potpuno riješio svojim sistemom višefaznih struja i izumom trofaznog generatora. Sve današnje velike električne centrale rade s Teslinim trofaznim strujama, a na toj osnovi sagrađena je i prva velika hidroelektrana na slapovima Niagare.